# Alasaari (Karesuando)
Alasaari is een Zweeds eiland in de Muonio, die de grens vormt tussen Zweden en Finland. Het is een zandplaat zonder oeververbinding en het is onbebouwd. Het eiland heeft een oppervlakte van ongeveer 4,5 hectare. Het eiland drie kilometer ten oosten van Karesuando.
Kenttäsaari nabij Maunu · Alasaari nabij Karesuando · Kivisaari · Lintiputaansaari · Ungelosaari · Alasaari nabij Palojoensuu · Järämänsaari · Hirvassaari · Niittysaari · Koivusaari (Zweeds) · Palsarinsaari · Kenttäsaari ·  Alkkulasaari · Koivusaari (Fins) · Viiksinsaari · Rukomasaari · Ojasensaari · Luhtasaari · Laurukainen · Naapankisaari · Kihlangisaari · Iso Aareansaari · Vekarasaari · Kolarinsaari · Kokko · Väylänsaari · Pyysaari · Alanen · Lompolonsaari